# Porte Brunet
La porte Brunet est une porte de Paris, en France, située dans le quartier d'Amérique dans le 19e arrondissement.

## Situation et accès
La porte Brunet correspond à la zone de l'est du 19e arrondissement dans le prolongement de la rue du Général-Brunet, historiquement située au croisement avec le boulevard Sérurier du temps de l'enceinte de Thiers.
De nos jours, elle est située à la jonction de l'avenue de la Porte-Brunet et des boulevards d'Indochine et d'Algérie. Elle se trouve à 200 m au sud de la porte Chaumont et 200 m au nord de la porte du Pré-Saint-Gervais.
Elle est desservie par la ligne de métro 7 bis à la station Danube et par la ligne 3b du tramway (station Butte du Chapeau Rouge).

## Historique
La porte Brunet était jadis un point d'entrée majeure de la commune du Pré-Saint-Gervais. À la suite de l'aménagement du boulevard périphérique, cette connexion fut presque totalement interrompue, seule subsiste un passage souterrain et l'avenue de la Porte-Brunet est depuis en impasse. Il existait précédemment une fourche à trois branches menant au Pré-Saint-Gervais, respectivement  à la rue Estienne-d'Orves (en croisant la rue Jean-Baptiste-Sémanaz), à la rue Émile-Augier (la rue des Marchais, côté parisien, en est un reliquat) et enfin à l'angle de la rue André-Joineau et de la rue Sigmund-Freud.

## Équipements
Elle se trouve à proximité de l'ancien hôpital Hérold dont le site a été reconverti en 1988 et a laissé place au lycée technique Diderot construit en 1995.
Un ensemble de jardins familiaux, le jardin Hérold, ouvert en 2012, a été aménagé par la Ville de Paris sur un lotissement créé entre 2001 et 2009, sur les terrains de l'hôpital, qui comprend aussi une résidence pour personnes âgées et des logements HLM. Le jardin, librement visitable, n'est visible et accessible que par la rue Francis-Ponge et par un escalier rue du Général-Brunet.